# Gerichtsbezirk Oberzeiring
Der Gerichtsbezirk Oberzeiring war ein dem Bezirksgericht Oberzeiring unterstehender Gerichtsbezirk im Bundesland Steiermark. Er umfasste den nördlichen Teil des politischen Bezirks Judenburg (heute Bezirk Murtal) und wurde 1976 dem Gerichtsbezirk Judenburg zugeschlagen.

## Geschichte
Der Gerichtsbezirk Oberzeiring wurde durch eine 1849 beschlossene Kundmachung der Landes-Gerichts-Einführungs-Kommission als Gerichtsbezirk Zeiring geschaffen und umfasste ursprünglich die sieben Gemeinden Bretstein, Hohenthauern, Oberkurzheim, Oberzeiring, Oswald, Pusterwald und St. Johann.
Der Gerichtsbezirk Oberzeiring bildete im Zuge der Trennung der politischen von der judikativen Verwaltung
ab 1868 gemeinsam mit den Gerichtsbezirken Knittelfeld, Obdach und Judenburg den Bezirk Judenburg.
Nach dem Ersten Weltkrieg übernahm der Gerichtsbezirk Judenburg per 1. Juni 1923 das Gebiet des aufgelösten Gerichtsbezirks Obdach, zudem reduzierte sich die Anzahl der Gerichtsbezirke im Bezirk Judenburg 1946 durch die Abtrennung des Gerichtsbezirks Knittelfeld, der zu einem selbständigen, politischen Bezirk wurde.
Nachdem die Bundesregierung per Verordnung die Auflösung des Gerichtsbezirks Oberzeiring beschlossen hatte, wurde per 1. Oktober 1976 der Gerichtsbezirk Judenburg schließlich auf den gesamten politischen Bezirk Judenburg ausgedehnt.
Per 1. Jänner 2012 wurden im Rahmen der steiermärkischen Gemeindestrukturreform die Bezirke Knittelfeld und Judenburg zu einem Bezirk mit dem Namen Murtal verschmolzen,
der seit der Auflösung des Gerichtsbezirkes Knittelfeld am 1. Juli 2013 deckungsgleich mit dem Gerichtsbezirk Judenburg ist.

## Gerichtssprengel
Der Gerichtssprengel umfasste zum Zeitpunkt seiner Auflösung die sieben Gemeinden Bretstein, Hohentauern, Oberkurzheim, Oberzeiring, Pusterwald, Sankt Johann am Tauern und Sankt Oswald-Möderbrugg.